# Gallus Theater

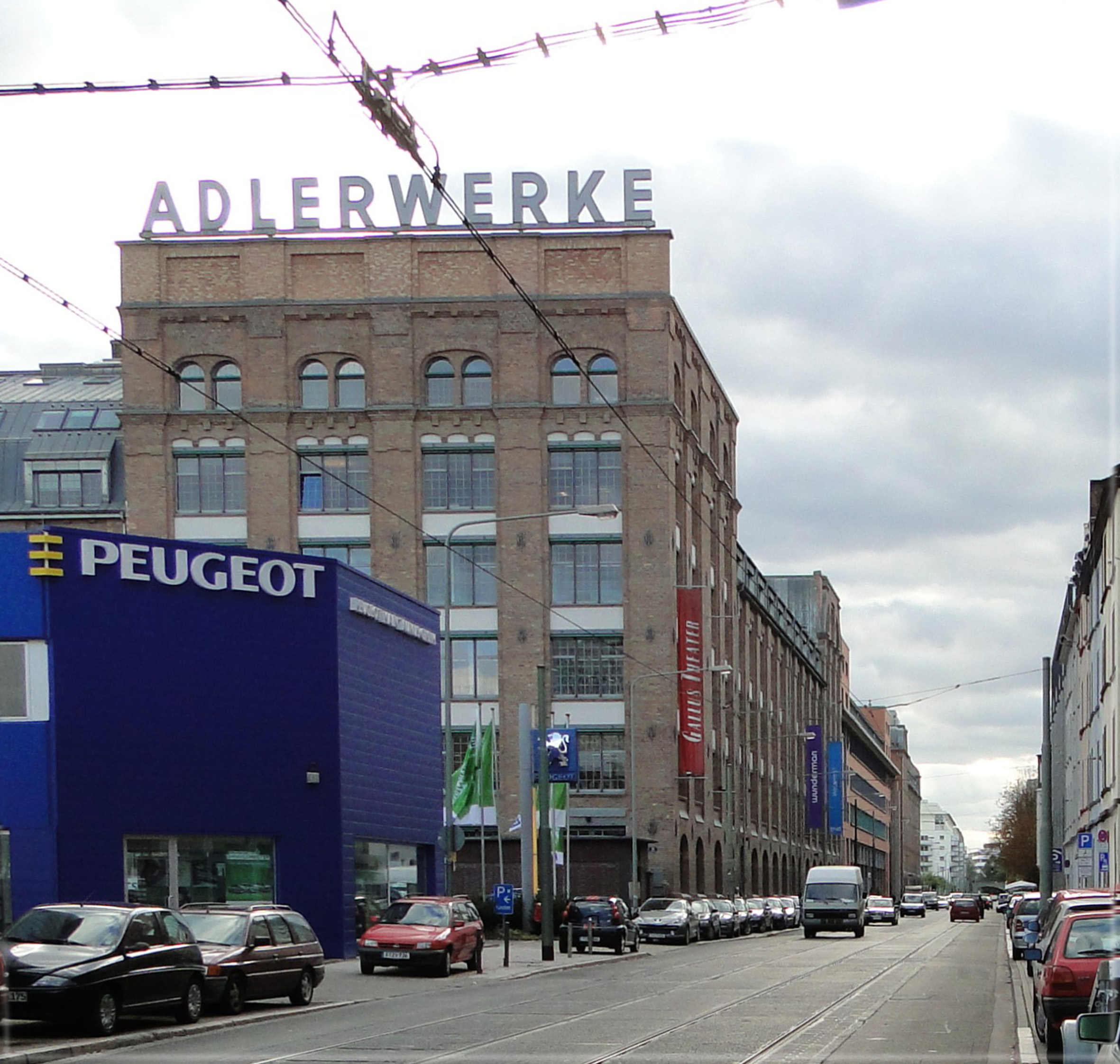
Das Gallus-Theater am neuen Standort der ehemaligen Adlerwerke, 2009

Das Gallus Theater ist ein freies Theater in Frankfurt am Main. 

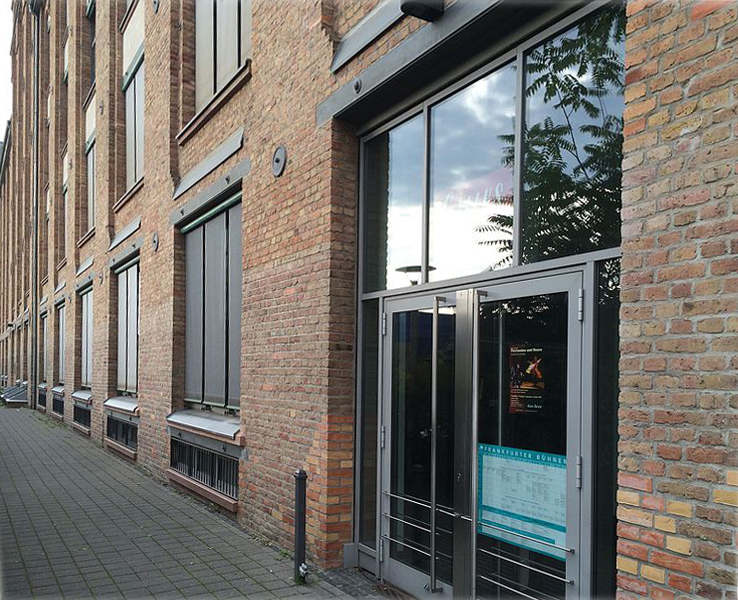
Eingang zum Gallus-Theater

## Geschichte
Das Theater ist aus dem 1973 gegründeten Verein Internationales Solidaritätszentrum e. V. hervorgegangen. Der Verein bezog 1975 die Räume einer ehemaligen Autowerkstatt in der Krifteler Straße, wo sich zunächst das multinationale Kulturzentrum Gallus-Zentrum etablierte. Es entwickelte sich rasch zum Kristallisationspunkt für die Kulturarbeit mit ausländischen Jugendlichen aus dem Stadtteil. 1978 wurde hier u. a. auf Initiative des britischen Theaterregisseurs Brian Michaels das „Teatro Siciliano“ gegründet. Unter seiner Leitung erlangte die aus jugendlichen italienischen Migranten gebildete Theatertruppe I MACAP binnen kurzem internationales Renommee. Mit zunehmendem Erfolg etablierte sich – ab 1983 unter neuem Namen – das „Gallus Theater“ als Spielstätte für freie Theatergruppen im Frankfurter Kulturbetrieb.
Der Name des Theaters bezieht sich auf seinen besonderen Ort, das Gallusviertel. Ursprünglich nahe dem Galgenfeld der Stadt gelegen, entwickelte sich hier seit Ende des 19. Jahrhunderts im nördlichen Umfeld der Gleisanlagen des Hauptbahnhofs eines der größten Industrie-Areale der Stadt. In dessen unmittelbarer Nachbarschaft entstanden etwa um die gleiche Zeit – im Schatten der prosperierenden Stadt Frankfurt – benachteiligte Arbeiterwohnquartiere mit einer hohen Konzentration von Arbeitsmigranten.
Auf Anregung des Frankfurter Planungsdezernenten Martin Wentz erhielt das Theater 1998 auf dem Gelände der ehemaligen Adlerwerke einen neuen Standort. 2003 konnte es mit Beiträgen von insgesamt 30 freien Theatergruppen sein 25-jähriges Bestehen feiern. Das Gallus Theater ist Probebühne und Spielstätte für die freie Theater- und Künstlerszene aus dem Rhein-Main-Raum und bekannt für seine Kinder- und Jugendtheater-Arbeit. Es kooperiert mit verschiedenen Theatern und Festivals sowie mit der Hochschule für Musik und Darstellende Kunst Frankfurt am Main. Seit 1997 ist das Gallus Theater Mitveranstalter der Visionale, des größten hessischen Kinder- und Jugendfilmfestivals. 2016 war es Spielstätte der Tanzplattform Deutschland.
Intendant ist seit 1985 Winfried Becker, künstlerische Leiterin seit dem gleichen Jahr Heike Bonzelius.